# Кадлуби
Кадлуби — потік в Україні у Коломийському районі Івано-Франківської області. Лівий доплив річки Чорняви (басейн Дунаю).

## Опис
Довжина потоку 5 км. Формується декількома безіменними струмками та загатами.

## Розташування
Бере початок на північно-зхідній стороні від села Слобідка. Тече переважно на північний захід через заболочену місцину понад селом Хвалибога і на південно-східній околиці села Виноград впадає у річку Чорняву, ліву притоку річки Пруту.

## Цікаві факти
- Потік перетинає автошлях Р24[2] (автомобільний шлях регіонального значення у Івано-Франківській, Тернопільській і Хмельницькій областях. Проходить територією Верховинського, Косівського, Коломийського, Городенківського, Заліщицького, Борщівського, Чемеровецького і Кам'янець-Подільського районів.).